# Dazincourt

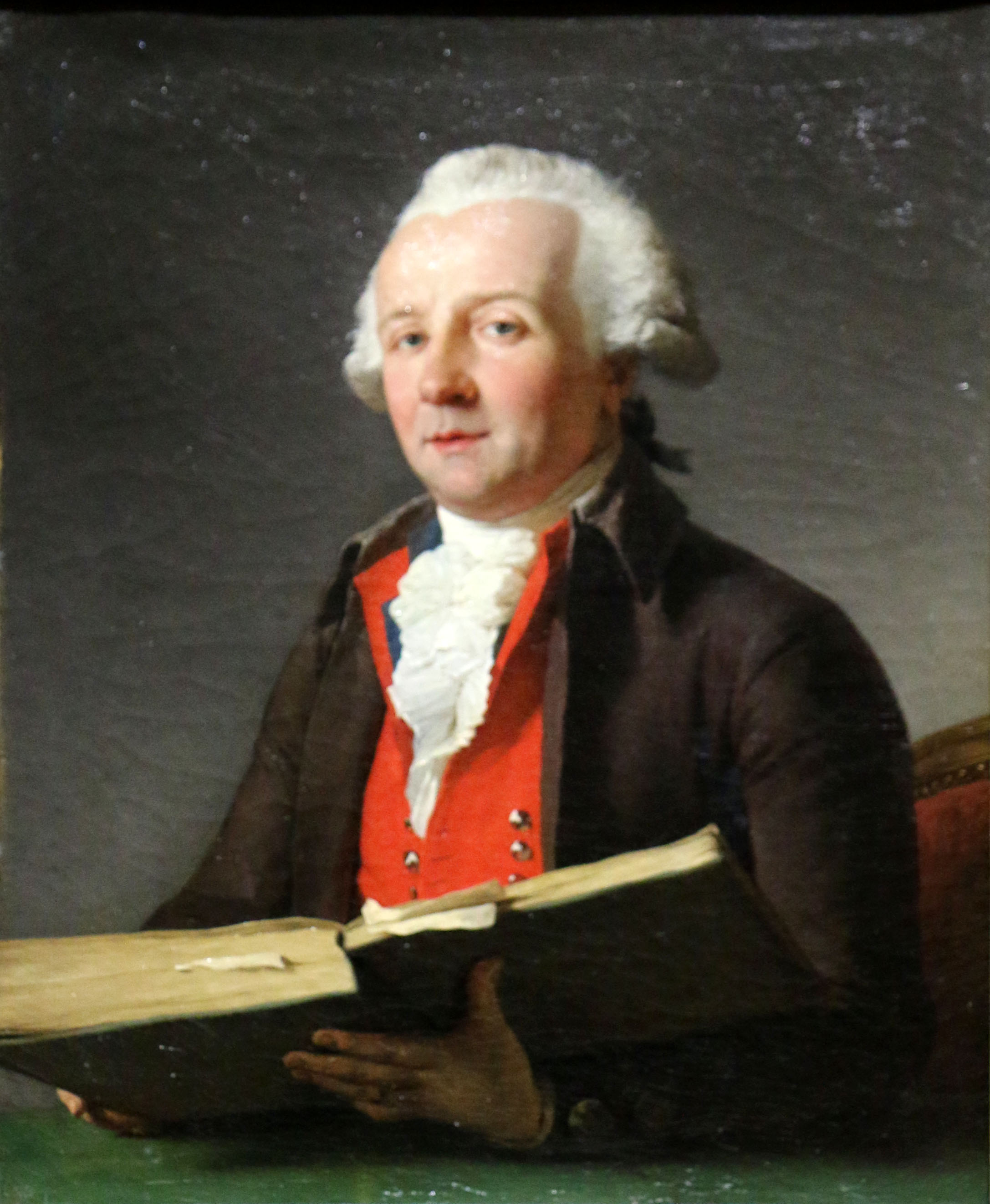
Porträt Dazincourts von François-André Vincent

Joseph-Jean-Baptiste Albouy, genannt Dazincourt (* 11. Dezember 1747 in Marseille; † 28. März 1809 in Paris), war ein französischer Schauspieler.

## Biographie
Albouy wuchs als Sohn eines geachteten Kaufmanns im Viertel um die Kirche Saint-Ferréol, nahe dem alten Hafen, in Marseille auf. Seine Schulbildung erhielt er bei den Oratoriern und machte dort im Alter von 16 Jahren seinen Abschluss. Danach arbeitete er als Kaufmann, was aber nicht nach seinem Geschmack war.
Im Jahr 1766 holte ihn seine Tante nach Bordeaux. Dort stellte sie ihn dem Maréchal Richelieu vor, der ihm eine Anstellung als Sekretär anbot. Mit Richelieu ging Albouy nach Paris, wo er Bekanntschaft mit der dortigen Schauspielerszene machte, und es dauerte nicht lange, bis auch Albouy auf der Bühne stand. Seinem neuen Berufswunsch folgend, reiste Albouy heimlich, denn er fürchtete den Zorn seines Dienstherren, nach Brüssel. Dort lernte er den Schauspieler und Theaterregisseur D’Hannetaire kennen, der ihm erst Schauspielunterricht gab und dann auch die ersten Rollen im La Monnaie verschaffte. Dort debütierte er 1772 mit viel Erfolg in seiner ersten Hauptrolle, unter seinem Künstlernamen Dazincourt.
Im Jahr 1776 verspürte Albouy den Wunsch nach Paris zurückzukehren und an der Comédie-Française zu spielen, doch Richelieu verweigerte ihm die Erlaubnis. So bat er eine der Töchter D’Hannetaires, bei ihrem Vater ein gutes Wort einzulegen, der ihm dann ein Empfehlungsschreiben ausfertigte, in dem er Richelieu bat, Dazincourt seinen Wunsch zu erfüllen. So kam es, dass Dazincourt nach Paris zurückkehrte und an der Comédie-Française ein Engagement fand. Nur 1777 musste Dazincourt nochmals nach Brüssel reisen, um seine vertraglichen Verpflichtungen aus seinem dortigen Engagement zu erfüllen.
Im Jahr 1778 wurde Dazingcourt Sociétaire de la Comédie-Française, also festes Ensemblemitglied an der Comédie. Dabei wurde er bei allen großen Inszenierungen mit einer Hauptrolle besetzt und war in der Lage ein breites Repertoire zu bedienen.
Wie vieler seiner Kollegen wurde Dazincourt im Laufe der Französischen Revolution verhaftet. Im Jahr 1793 kam er in einen elfmonatigen Arrest. Ihm wurde vorgeworfen, er sei Schauspieler des Königs und außerdem Monarchist.
Nach der Haftentlassung schloss er sich seinen Berufskollegen an und war, bis zur Neugründung der Comédie, im Théâtre Feydeau zu sehen. Der Comédie blieb Dazincourt bis zu seinem Ruhestand treu, auch wenn er gegen Ende seiner Karriere hauptsächlich mit der Ausbildung junger Schauspielerinnen wie beispielsweise Mademoiselle Volnais und Rose Depuis betraut war.
Nach der Neuordnung des Theaterwesens durch Napoleon wurde Dazincourt im Jahr 1807 mit der Leitung des imperialen Hoftheaters beauftragt. Bei einer Tournee nach Erfurt erkrankte Dazioncourt und bekam ein anhaltendes Fieber. Er starb kurz nach seiner Rückkehr nach Paris. Er hatte seine Berufskollegin Eulalie Desbrosses als Verwalterin seines Erbes bestimmt.
Dazincourt wurde auf dem Cimetière de Montmartre bestattet. Die Grabstelle existiert heute nicht mehr.

## Rollen (Auswahl)
- 1776: Den Crispin in Les Folies amoureuses von Jean-François Regnard
- 1777: Den Jeanot in La Comtesse d’Escarbagnas von Molière
- 1779: Duval in Roséide ou l’Intrigant von Claude-Joseph Dorat
- 1782: Abbé Flutet in L’Écueil des mœurs von Charles Palissot de Montenoy
- 1785: Den Armand in L’Hôtellerie von Antoine Bret
- 1790: Picard in Les Dangers de l’opinion von Jean-Louis Laya
- 1799: Dominique in L’Abbé de L'Épée von Jean Nicolas Bouilly
- 1808: Dubois in L’Homme aux convenances von Victor-Joseph Étienne de Jouy